# Project CARS
Project CARS (skrót od Community Assisted Racing Simulator) – wyścigowa gra symulacyjna, tworzona przez brytyjskie studio Slightly Mad Studios. Wydanie na Microsoft Windows, PlayStation 4 i Xbox One zostało zaplanowane na listopad 2014 roku, natomiast wersja na Wii U oraz oprogramowanie SteamOS i Linux zostały zaplanowane na rok 2015. W marcu 2015 przesunięto premierę na wszystkie platformy na maj. Project CARS początkowo miała zostać wydana na konsolach PlayStation 3 i Xbox 360, lecz wersje te zostały anulowane. Gra została sfinansowana dzięki zbiórce pieniędzy na stronie World of Mass Development.

## Rozgrywka
Gracz może zarządzać poziomem realizmu. W odpowiedzi na prośby społeczności, Slightly Mad Studios nawiązała współpracę między innymi ze Stigiem i Nicolasem Hamiltonem. W grze zawarto około 100 aut i ponad 50 tras w różnych konfiguracjach.